# Oyrarbakki
.

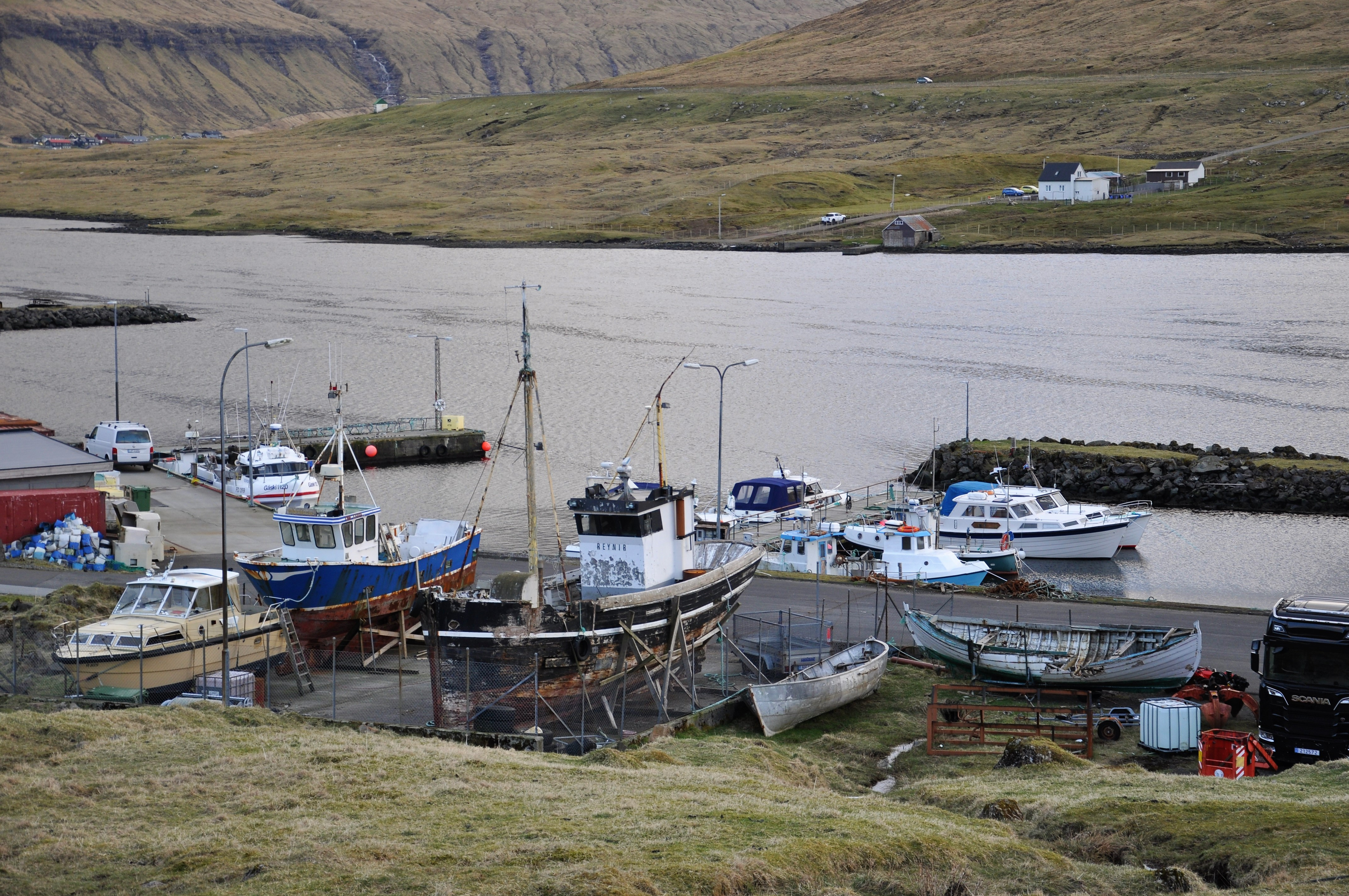
El port d'Oyrarbakki

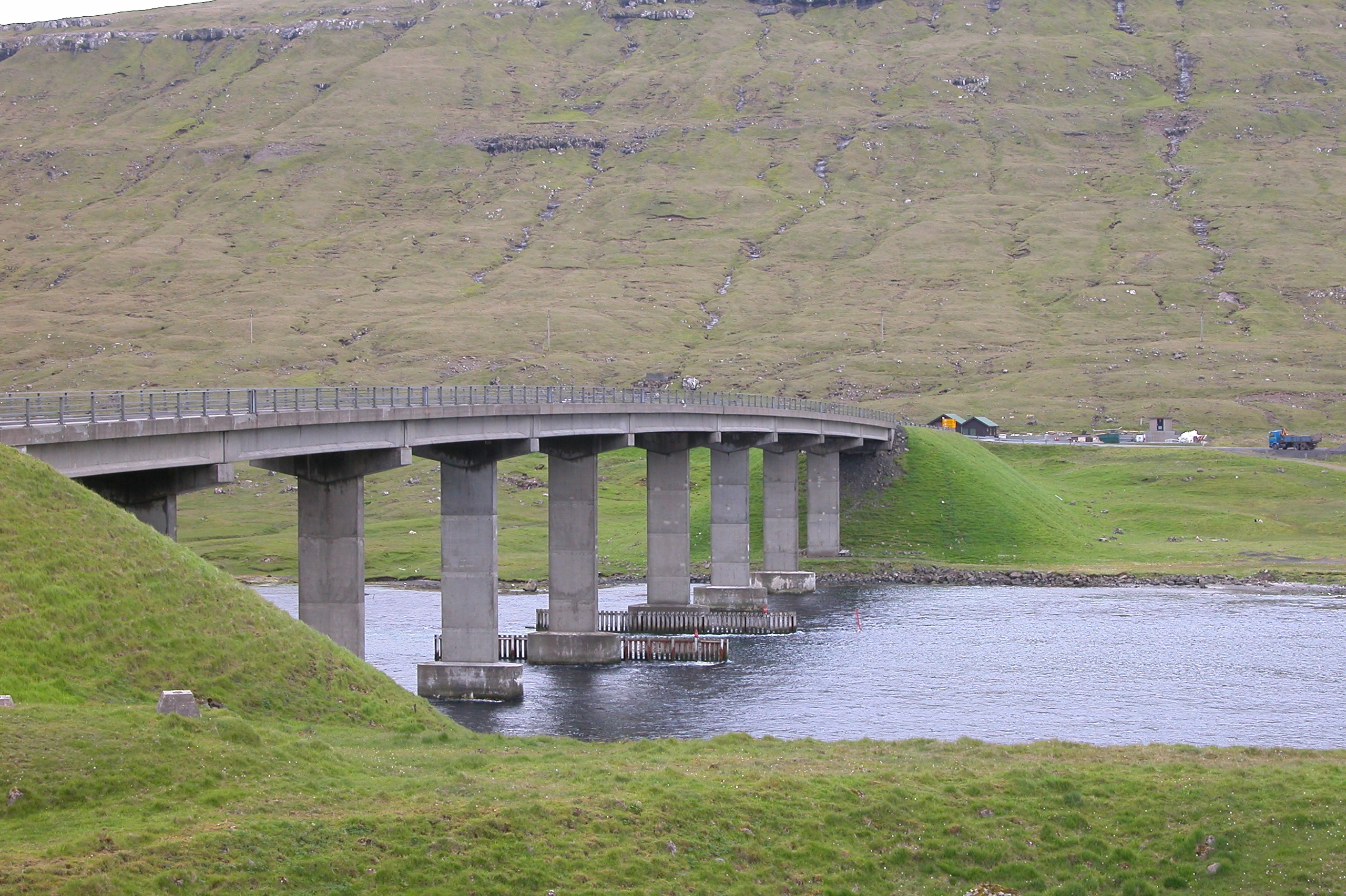
El pont que uneix les illes de Streymoy i Eysturoy.

Oyrarbakki [ˈɔiɹaɹˌbaʰtʃɪ] és un poble situat a la costa occidental de l'illa d'Eysturoy, a les illes Fèroe. Amb els seus 173 habitants (2021) exerceix també de capital del municipi de Sunda, que inclou un total de 12 localitats. D'aquestes localitats Hósvík (340 habitants), Norðskáli (323 habitants) i Streymnes (320 habitants) són les més poblades. A 1 de gener de 2021 el nombre total d'habitants del municipi sencer era de 1.810 persones. Amb els seus 158 km² el terme municipal de Sunda és el més gran de les Illes Fèroe.
Oyrarbakki està situat a la riba oriental de l'estret conegut amb el nom de Sundini, que separa les illes de Streymoy i Eysturoy. Just en aquesta part, l'estret arriba a la seva mínima amplada (uns 200 m). Per això el 1976 es va construir a Oyrarbakki el pont de Streymin, Brúgvin um Streymin en feroès,.que uneix les dues illes.
Fins al 1924 Oyrabakki no existia i, per tant, és el poble més nou del municipi. Fins a mitjans del segle xx la població era molt petita, ja que comptava només amb unes poques granges. Després de la construcció del pont la tendència demogràfica va canviar i Oyrabakki es va convertir en un nexe de la xarxa viària feroesa. A partir d'aquell moment es van construir moltes cases noves i va acabar esdevenint el cap de municipì de Sunda, quan s'hi va agregar el 2005.
L'escola d'Oyrarbakki data del 1969 i el 1973 set municipis van acordar concentrar tots els seus alumnes en aquesta escola, que avui compta amb 120 alumnes.

## Nuclis de població del municipi de Sunda
| Població    | Número d'habitants (2021) |
| ----------- | ------------------------- |
| Saksun      | 10                        |
| Norðskáli   | 323                       |
| Oyrarbakki  | 173                       |
| Oyri        | 166                       |
| Gjógv       | 24                        |
| Haldórsvík  | 109                       |
| Langasandur | 52                        |
| Hvalvík     | 248                       |
| Nesvík      | -                         |
| Streymnes   | 320                       |
| Hósvík      | 340                       |
| Tjørnuvík   | 46                        |
| TOTAL       | 1.810                     |